# Wertausgleichsgesetz
Das 1971 in Kraft getretene Wertausgleichsgesetz regelt die Rechtsverhältnisse an Grundstücken, an denen auf Veranlassung einer Besatzungsmacht oder der im Bundesgebiet stationierten ausländischen Streitkräfte eine Sache verbunden worden ist. Es geht dabei – vereinfacht dargestellt – um folgenden Sachverhalt: Eine Besatzungsmacht hatte nach dem Ende des Zweiten Weltkriegs ein Grundstück beschlagnahmt und darauf ein Gebäude errichtet oder umgestaltet. Das Nutzungsverhältnis zwischen dem ausländischen Staat und dem Grundstückseigentümer endete mit der Freigabe (§ 3 Abs. 1) des Grundstücks. Es stellten sich folgende Fragen: Wem gehören die mit dem Grundstück verbundenen Sachen? Kann der Grundstückseigentümer Beseitigung der Sachen verlangen? Ist der Grundstückseigentümer zum Ausgleich einer Werterhöhung verpflichtet? Soweit diese Fragen nicht bereits durch das BGB oder durch Vereinbarung geregelt sind, findet das Gesetz Anwendung. Ein Beispiel bilden bauliche Maßnahmen der britischen Militärregierung auf dem beschlagnahmten Braunschweiger Grundstück Steintorwall 3.

## Wesentlicher Inhalt
- § 3: Eigentumserwerb des Grundstückseigentümers mit Freigabe des Grundstücks
- § 4: Verpflichtung des Grundstückseigentümers zum Ausgleich einer Werterhöhung
- § 8: Ausgleichsberechtigt ist die Bundesrepublik Deutschland
- §§ 10–18: Erwerbspflicht der Bundesrepublik Deutschland
  - Verweisung auf Vorschriften des Landbeschaffungsgesetzes
- §§ 19–31: Verfahrens- und Schlussvorschriften
  - § 21: Grundstückseigentümer hat keinen Beseitigungsanspruch
  - § 23: Verwaltungsrechtsweg
  - § 24: Rechtsweg zu den ordentlichen Gerichten für Klagen wegen Festsetzung des Ausgleichs, der Sicherheitsleistung nach § 19 sowie der nach diesem Gesetz zu gewährenden Entschädigungen
  - § 30: Anwendung auf Grundstücke, die von sowjetischen Truppen (als Besatzungsmacht oder auf vertraglicher Grundlage) in Anspruch genommen wurden. Vorrang des Vermögensgesetzes, des Entschädigungs- und Ausgleichsleistungsgesetzes.

## Entwicklung des Gesetzes
Geringfügige Änderungen wurden 1977 durch die Vereinfachungsnovelle und 2001 durch das Mietrechtsreformgesetz vorgenommen. Das Gesetz war nach dem Einigungsvertrag vom Inkrafttreten im Beitrittsgebiet ausgenommen, weil „der Zweck dieser Regelungen heute als erledigt anzusehen ist.“ Diese Entscheidung wurde durch Artikel 7 des Entschädigungs- und Ausgleichsleistungsgesetzes (EALG) korrigiert; das Wertausgleichsgesetz wurde dort im Wesentlichen am 1. Dezember 1994 in Kraft gesetzt. „Die entsprechende Anwendung des Wertausgleichsgesetzes auf die Rechtsverhältnisse in den neuen Bundesländern ist notwendig, um die komplizierten Rechtsverhältnisse angemessen zu regeln, die durch die von den sowjetischen Truppen durchgeführten baulichen Veränderungen auf Drittliegenschaften entstanden sind....Von der Überleitung des Wertausgleichsgesetzes in das Gebiet der neuen Bundesländer wurde zunächst abgesehen, da vergleichbare Fälle in den neuen Bundesländern nicht bekannt wurden. In der Praxis zeigte sich jedoch, daß die Problemfälle, die das Wertausgleichsgesetz im alten Bundesgebiet regelt, entsprechend auch in den neuen Bundesländern auftraten.“

## Rechtsprechung und Verwaltungsvorschriften
Höchstrichterliche Rechtsprechung zum Wertausgleichsgesetz ist nicht bekannt. Allerdings zog das Bundesverwaltungsgericht in seiner Entscheidung zum Schalker Horchposten die analoge Anwendung des Gesetzes auf den vorliegenden Fall in Erwägung, verneinte sie aber.
Im Rückforderungsrundschreiben des Bundesfinanzministeriums zu § 349 LAG wird geregelt, wie werterhöhende Aufbauten durch die sowjetische Besatzungsmacht zu behandeln sind.

## Zuständigkeiten
- Bayern: Verordnung zur Bestimmung der Behörde nach § 9 Satz 2 des Wertausgleichsgesetzes, BayRS IV, S. 696:

„Zuständige Behörde nach § 9 Satz 2 des Wertausgleichsgesetzes ist die Regierung, in deren Bezirk das Grundstück liegt.“

- Berlin: IX. Zum Geschäftsbereich der Senatsverwaltung für Stadtentwicklung und Umwelt gehören: 6. …  Behörde nach § 9 Satz 2 des Wertausgleichsgesetzes ... .[8][9]
- Hamburg: Anordnung zur Durchführung des Wertausgleichsgesetzes vom 2. März 1972, Amtl. Anz. 1972, S. 325:

„Zuständige Behörde nach § 9 Satz 2, § 11, § 13 Absatz 1 Satz 3, § 19 Satz 3 und § 20 Satz 3 des Wertausgleichsgesetzes vom 12. Oktober 1971 (Bundesgesetzblatt I Seite 1625) ist die Finanzbehörde.“

- Hessen: Verordnung über Zuständigkeiten nach dem Schutzbereichgesetz, dem Landbeschaffungsgesetz und dem Wertausgleichsgesetz vom 7. November 2006, GVBl. I S. 558.

„Zuständige Behörde nach § 9 Satz 2 des Wertausgleichsgesetzes ist das Regierungspräsidium, in dessen Bezirk das Grundstück liegt.“

 aufgehoben; vgl. GVBl. 2006 I S. 558, GVBl. II 314-18 § 4.
- Nordrhein-Westfalen: Verordnung zur Bestimmung der Behörde nach § 9 Satz 2 des Wertausgleichsgesetzes (Aufgehoben durch VO vom 5. April 2005 (Artikel 161 des Zweiten Befristungsgesetzes, GV. NRW. S. 274), in Kraft getreten am 28. April 2005.) (Obsolet durch Fristablauf.)
- Rheinland-Pfalz: Landesverordnung über die Zuständigkeit nach dem Wertausgleichsgesetz vom 19. September 1972, GVBl 1972, 316:

„Zuständige Behörde nach § 9 Satz 2 des Wertausgleichsgesetzes ist die Struktur- und Genehmigungsdirektion.“

- Sachsen: Verordnung des Sächsischen Staatsministeriums der Finanzen zur Übertragung der Zuständigkeit zur Regelung der Wertausgleichsansprüche auf die Regierungspräsidien vom 23. Mai 1997

„Zuständige Behörden für Entscheidungen gemäß § 9 Satz 2 Wertausgleichsgesetz sind die Regierungspräsidien.“

- Schleswig-Holstein: Landesverordnung zur Bestimmung der Behörde nach § 9 Satz 2 des Wertausgleichs-Gesetzes vom 28. August 1972

„Behörde nach § 9 Satz 2 des Wertausgleichsgesetzes ist das Innenministerium.“